# مبادرة الكيماوي
مبادرة الكيماوى هي مبادرة تقدمت بها حكومة روسيا الاتحادية خلال قمة العشرين لوضع الأسلحة الكيماوية السورية تحت الرقابة الدولية لتجنيب النظام السوري ضربات أمريكية وغربية عليه واعلن وزير الخارجية السوري وليد المعلم موافقة سوريا عليها في 9 سبتمبر / ايلول 2013.

## قرار مجلس الأمن 2118
إن مجلس الأمن،
- يشير إلى تصريحات رئيسه في: 3 آب أغسطس 2011 و21 آذار مارس 2012 و5 نيسان أبريل 2012، وقراراته أرقام 1540 2004 و2042 2012 و2043 2012
- يعيد تأكيد التزامه القوي سيادة واستقلال ووحدة أراضي الجمهورية العربية السورية.
- يشدد على أن انتشار الأسلحة الكيماوية والصواريخ التي تحمل رؤوساً كيماوية، تشكل تهديداً للأمن والسلم الدولي.
- يشير إلى أن الجمهورية العربية السورية انضمت في 22 تشرين الثاني نوفمبر 1968 إلى بروتوكول حظر الاستعمال الحربي للغازات الخانقة أو السامة أو غيرها من الغازات والوسائل البكتريولوجية، الموقعة في جنيف في 17 حزيران يونيو عام 1925.
- يلاحظ أنه في 14 أيلول سبتمبر 2013، أودعت سورية لدى الأمين العام وثيقة انضمامها إلى اتفاقية حظر استحداث وإنتاج وتخزين واستعمال الأسلحة الكيماوية وتدمير تلك الأسلحة اتفاقية. وأعلنت أنها ستمتثل لأحكامها وستقوم على تنفيذها بأمانة وإخلاص، وتطبيق الاتفاقية في شكل موقت ريثما تدخل حيز التنفيذ بالنسبة للجمهورية العربية السورية. - يرحب بتشكيل بعثة الأمين العام للأمم المتحدة للتحقيق في مزاعم استخدام الأسلحة الكيماوية في الجمهورية العربية السورية «البعثة» عملا بقرار الجمعية العامة 42 - 37 c1987 المؤرخ 30 تشرين الثاني عام 1987. والذي أكده القرار الرقم 620 1988 الصادر في 26 آب 1988، ويعبر عن تقديره لعمل البعثة.
- يقر بصحة التقرير الصادر في 16 أيلول 2013 S-2013 - 553 عن البعثة، الذي يؤكد حاجة البعثة لأداء مهمتها، والتشديد على أن المزاعم ذات الصدقية باستخدام الأسلحة الكيماوية في الجمهورية العربية السورية في المستقبل ينبغي التحقيق فيها.
- يعرب عن غضبه الشديد نتيجة استخدام الأسلحة الكيماوية في 21 آب 2013 في ريف دمشق، كما انتهى إليه تقرير البعثة، الذي دان قتل المدنيين الناتج من استخدامها، ويؤكد مجدداً أن استخدام الأسلحة الكيماوية يشكل انتهاكاً خطيراً للقانون الدولي، ويشدد على ضرورة محاسبة المسؤولين عن أي استخدام للأسلحة الكيماوية.
- يعيد التشديد على ضرورة الالتزام بالقرار 1540 2004 في شأن امتناع جميع الدول عن تقديم أي شكل من أشكال الدعم للكيانات غير الدولية التي تحاول استحداث أسلحة نووية أو صنعها أو امتلاكها أو نقلها أو تحويلها أو استخدام أسلحة الدمار الشامل، بما فيها الأسلحة الكيماوية، والصواريخ التي تحمل هذه الأسلحة.
- يرحب بإطار عمل للتخلص من الأسلحة الكيماوية السورية بتاريخ 14 سبتمبر 2013، في جنيف، بين الاتحاد الروسي والولايات المتحدة الأميركية S-2013 - 565، بهدف ضمان تدمير برنامج الأسلحة الكيماوية في الجمهورية العربية السورية في أقرب وقت ممكن وبطريقة أكثر أماناً، والتعبير عن التزامها بالمراقبة الدولية الفورية على الأسلحة الكيماوية ومكوناتها في الجمهورية العربية السورية.
- يرحب المجلس بقرار المجلس التنفيذي لمنظمة حظر الأسلحة الكيماوية من 27 أيلول 2013 الذي حدد إجراءات خاصة للتدمير العاجل لبرنامج الأسلحة الكيماوية في الجمهورية العربية السورية والتحقق الصارم منه، وتعبيرا عن عزمه على ضمان تدمير برنامج الأسلحة الكيماوية في الجمهورية العربية السورية وفقاً للجدول الزمني الوارد في قرار المجلس التنفيذي للمنظمة الصادر في 20 أيلول 2013.
- يشدد على أن الحل الوحيد للأزمة الحالية في الجمهورية العربية السورية يأتي فقط عبر عملية سياسية شاملة وبقيادة سورية تقوم على أساس إعلان جنيف الصادر في 30 حزيران 2012. والتشديد على الحاجة إلى عقد مؤتمر دولي في شأن سورية في أسرع وقت ممكن.
- يؤكد أن استخدام الأسلحة الكيماوية في الجمهورية العربية السورية يشكل تهديداً للأمن والسلام الدولي.
- يؤكد أن الدول الأعضاء ملزمة بموجب المادة 25 من ميثاق الأمم المتحدة، قبول قرار المجلس وتنفيذه:
1. يؤكد أن استخدام الأسلحة الكيماوية في أي مكان يشكل تهديداً للأمن والسلام الدولي.
2. يدين بشدة أي استعمال للأسلحة الكيماوية في الجمهورية العربية السورية، لا سيما الهجوم الذي وقع في 21 آب عام 2013، ويشكل انتهاكاً للقانون الدولي.
3. يؤيد قرار المجلس التنفيذي لمنظمة حظر الأسلحة الكيماوية 27 أيلول 2013، الذي يتضمن الإجراءات الخاصة بالتدمير العاجل لبرنامج الأسلحة الكيماوية في الجمهورية العربية السورية والتحقق الصارم منه ويطالب بتنفيذه بالصورة الأنسب والأكثر أمناً.
4. يقرر ألا تقوم الجمهورية العربية السورية باستخدام أو تطوير أو إنتاج أو امتلاك أو تخزين أسلحة كيماوية أو الاحتفاظ بها، أو نقل الأسلحة الكيماوية في شكل مباشر أو غير مباشر إلى دول أخرى أو كيانات غير دولية.
5. يؤكد أنه لا ينبغي لأي طرف في سورية أن يستخدم أو يطور أو ينتج أو يمتلك أو يخزن أو يحتفظ أو ينقل أسلحة كيماوية.
6. يقرر ضرورة امتثال الجمهورية العربية السورية لجميع جوانب قرار المجلس التنفيذي لمنظمة حظر الأسلحة الكيماوية الصادر 27 أيلول 2013 الملحق الأول.
7. يفيد بأنه ينبغي على الجمهورية العربية السورية التعاون في شكل كامل مع منظمة حظر الأسلحة الكيماوية والأمم المتحدة بما في ذلك توصياتهم المعنية، عبر قبول الأفراد الذين تحددهم منظمة حظر الأسلحة الكيماوية أو الأمم المتحدة عبر تقديم وضمان الأمن للأنشطة التي يقوم بها هؤلاء الأفراد عبر تزويد هؤلاء الأفراد بإمكانية الدخول الفوري وغير المقيد والحق في تفتيش والانتهاء من مهمتهم في كل المواقع، والسماح بالوصول الفوري وغير المقيد إلى الأفراد الذين تمتلك المنظمة الأسباب للاعتقاد بأهميتهم في تنفيذ مهمتهم، ويقرر بأن كل الأطراف في سورية سيتعاونون في شكل كامل في هذا الصدد.
8. يقرر تفويض فريق استكشافي من موظفي الأمم المتحدة لتقديم المساعدة في أعمال منظمة حظر الأسلحة الكيماوية في سورية، ويطلب من المدير العام لمنظمة حظر الأسلحة الكيماوية والأمين العام التعاون في شكل وثيق في تنفيذ قرار المجلس التنفيذي 27 أيلول 2013 وهذا القرار، ومن بين ذلك الأنشطة التنفيذية على الأرض، ويطلب كذلك من الأمين العام أن يقدم، بالتشاور مع المدير العام لمنظمة حظر الأسلحة الكيماوية، وعند الاقتضاء، المدير العام لمنظمة الصحة العالمية، إلى المجلس في غضون 10 أيام من اتخاذ هذا القرار توصيات في شأن دور الأمم المتحدة في القضاء على برنامج الأسلحة الكيماوية في الجمهورية العربية السورية.
9. الإشارات بأن الجمهورية العربية السورية طرف في اتفاقية امتيازات وحصانات الأمم المتحدة، تؤكد تمتع موظفي منظمة حظر الأسلحة الكيماوية الذين جرى اختيارهم يضطلعون بالأنشطة المنصوص عليها في هذا القرار أو قرار من المجلس التنفيذي للمنظمة من 27 أيلول 2013 بالامتيازات والحصانات الواردة في ملحق التحقق، الجزء الثاني ب من اتفاقية الأسلحة الكيماوية، ويطلب من الجمهورية العربية السورية إبرام اتفاقات مع الأمم المتحدة ومنظمة حظر الأسلحة الكيماوية.
10. يشجع الدول الأعضاء على تقديم الدعم، بمن فيها الأفراد، والخبرة التقنية، والمعلومات، والمعدات، والموارد المالية الأخرى والمساعدة، بالتنسيق مع المدير العام لمنظمة حظر الأسلحة الكيماوية والأمين العام، لتمكين المنظمة والأمم المتحدة من تنفيذ قرار تدمير برنامج الأسلحة الكيماوية في الجمهورية العربية السورية، ويقرر بتفويض الدول الأعضاء في امتلاك، ومراقبة، ونقل وتدمير الأسلحة الكيماوية التي حددها المدير العام لمنظمة حظر الأسلحة الكيماوية، بما يتفق مع الهدف من اتفاقية الأسلحة الكيماوية، لضمان تدمير برنامج الأسلحة الكيماوية للجمهورية العربية السورية في أقرب وقت ممكن وبطريقة أكثر أماناً.
11. يحض جميع الأطراف السورية والدول الأعضاء المعنية التي تمتلك قدرات ذات صلة على أن تعمل في شكل وثيق مع المنظمة والأمم المتحدة لاتخاذ الترتيبات اللازمة لأمن بعثة الرصد والتدمير، مع الاعتراف بالمسؤولية الأساسية للحكومة السورية في هذا الصدد.
12. يقرر إجراء مراجعة في شكل دوري لتنفيذ الجمهورية العربية السورية لقرار المجلس التنفيذي للمنظمة وهذا القرار، ويطلب من المدير العام لمنظمة حظر الأسلحة الكيماوية أن يقدم تقريراً إلى مجلس الأمن، من طريق الأمين العام، الذي سيرفق معلومات ذات صلة عن أنشطة الأمم المتحدة المتعلقة بتنفيذ هذا القرار، في غضون 30 يوماً، ثم بصورة شهرية بعد ذلك، ويطلب كذلك من المدير العام لمنظمة حظر الأسلحة الكيماوية والأمين العام أن يقدما تقريراً بطريقة منسقة، وفق الحاجة، إلى مجلس الأمن، في شأن عدم الامتثال لهذا القرار أو قرار المجلس التنفيذي للمنظمة.
13. يؤكد من جديد استعداده للنظر في شكل فوري في أية تقارير للمنظمة بموجب المادة الثامنة من اتفاقية الأسلحة الكيماوية، التي تنص على إحالة قضايا عدم الامتثال إلى مجلس الأمن التابع للأمم المتحدة.
14. يقرر أن تقوم الدول الأعضاء بإبلاغ مجلس الأمن في شكل فوري عن أي انتهاك للقرار الرقم 1540 2004، بما في ذلك استحواذ كيانات غير دولية على الأسلحة الكيماوية والصواريخ الحاملة لها والمواد ذات الصلة من أجل اتخاذ التدابير اللازمة لذلك، المتمثلة في المساءلة.
15. يعرب عن اقتناعه الشديد بضرورة محاسبة الأفراد المسؤولين عن استخدام الأسلحة الكيماوية في الجمهورية العربية السورية.
16. يؤيد في شكل كامل بيان جنيف الصادر في 30 حزيران عام 2012، والذي يحدد عدداً من الخطوات الرئيسة بدءاً من إنشاء هيئة حكم انتقالي تمارس صلاحيات تنفيذية كاملة، والتي يمكن أن تشمل أعضاء من الحكومة الحالية والمعارضة وجماعات أخرى ويجب أن تشكل على أساس الاتفاق المتبادل.
17. يدعو إلى عقد مؤتمر دولي في شأن سورية، في أقرب وقت ممكن، لتنفيذ إعلان جنيف، ويدعو جميع الأطراف السورية إلى الانخراط بجدية وبصورة بناءة في مؤتمر جنيف حول سورية، ويؤكد ضرورة أن يكونوا ممثلين للشعب السوري تمثيلاً كاملاً وأن يلتزموا بتنفيذ إعلان جنيف وتحقيق الاستقرار والمصالحة، وعدم انتشار الأسلحة النووية
18. يؤكد من جديد أن على جميع الدول الأعضاء الامتناع عن تقديم أي شكل من أشكال الدعم للكيانات غير الدولية التي تحاول تطوير أو صنع أو امتلاك أو نقل أو تحويل أو استخدام أسلحة نووية أو كيماوية أو بيولوجية والصواريخ التي تنقلها، وتدعو جميع الدول الأعضاء، لا سيما الدول الأعضاء المجاورة للجمهورية العربية السورية، إلى الإبلاغ عن أي انتهاك لهذه الفقرة إلى مجلس الأمن على الفور.
19. يطالب ألا تقوم الكيانات غير الدولية بتطوير أو تصنيع أو امتلاك أو نقل أو تحويل أو استخدام أسلحة نووية أو كيماوية أو بيولوجية الصواريخ الحاملة لها. ويدعو جميع الدول الأعضاء، لا سيما الدول الأعضاء المجاورة للجمهورية العربية السورية إلى الإبلاغ عن أية إجراءات تتعارض مع هذه الفقرة إلى مجلس الأمن على الفور.
20. يقرر أن على جميع الدول الأعضاء حظر شراء الأسلحة الكيماوية والمعدات ذات الصلة، والسلع والتكنولوجيا أو المساعدة من الجمهورية العربية السورية عبر رعاياها أو باستخدام السفن أو الطائرات التي ترفع علمها، سواء كان منشأها في أراضي الجمهورية العربية السورية أم لا.
21. يقرر، أنه في حال عدم الامتثال لهذا القرار، بما في ذلك النقل غير المصرح به للأسلحة الكيماوية، أو أي استخدام للأسلحة الكيماوية من قبل أي شخص في الجمهورية العربية السورية، سيتم فرض تدابير بموجب الفصل السابع من ميثاق الأمم المتحدة.
22. يقرر الاستمرار بفاعلية في متابعة القضية قيد النظر".

## خلفية
في الرابع من أيلول 2013، وفيما كانت مخاطر التدخلات العسكرية الخارجية تلقي بظلالها على سوريا، اتصل رجاء الناصر، امين سر هيئة التنسيق، هاتفياً، بنضال السبع، قناة اتصال الرئيس محمود عباس في لبنان، طالباً موعداً عاجلاً مع السفير الروسي في لبنان الكسندر زاسبيكين. حُدّد الموعد بعد يومين. وصل رجاء الناصر ونضال السبع إلى السفارة الروسية في بيروت، تبعهما حسن عبد العظيم المنسق العام لهيئة التنسيق الوطنية لقوى التغيير الديمقراطي المعارضة قادماً بسيارة أجرة من دمشق.
عُرض خلال الاجتماع اقتراح ينص على ان تضع الحكومة السورية ترسانتها الكيميائية في عهدة خبراء روس، على ان تستعيدها بعد حل الازمة بناء على جنيف 2 .
نوقش اقتراح من ثلاثة بنود: أولها التخلي عن الترسانة الكيميائية، وثانيها عقد جلسة عاجلة لـ جنيف 2 ، وثالثها وقف لاطلاق النار. قال السفير الروسي الذي يعمل نجله كأبرز مساعدي ميخائيل بغدانوف: «هذا يفترض عقد جنيف 2 خلال شهرين. هل تكون المعارضة السورية جاهزة في غضون هذه الفترة؟». ردّ الحاضرون: «نعم».
اقترح السفير الروسي الكسندر زاسبيكين ان يصبح الاقتراح مشروع مبادرة حل للكيميائي تعلنه هيئة التنسيق الوطنى لقوى التغيير الديمقراطى (المعارضة) فتتبنّاه الحكومة الروسية وتقدّمه على أنه مبادرة دولية. غادر وفد الهيئة بيروت إلى مصر للمشاركة في «مؤتمر لنصرة سوريا» بدعوة من حمدين صباحي.
بعد اقل من 24 ساعة، أي في 7 ايلول، اتصل السفير الروسي بالوسيط نضال السبع. كانت الساعة تشير إلى السابعة صباحاً. قال له «ان وزير الخارجية الروسي سيرغي لافروف يشارك في قمة العشرين، وهو موجود معي على الخط، ويريد صياغة المبادرة حول الكيميائي من هيئة التنسيق. لا بد من ان يعلنوها». اتصل نضال السبع برجاء الناصر  الذي ارسل المبادرة إلى بريده الإلكتروني. تبيّن ان مرسلها هو هيثم مناع نائب رئيس هيئة التنسيق في المهجر.
كانت المفاجأة ان بنداً رابعاً قد اضيف إلى المبادرة يشدّد على إنشاء حكومة انتقالية موسّعة الصلاحيات. كما تبيّن ان الإضافة جاءت من قبل المجلس التنفيذي في هيئة التنسيق الوطنى لقوى التغيير الديمقراطى .
في التاسع من أيلول 2013، وصل وزير الخارجية السوري وليد المعلم  إلى موسكو وبرفقته فيصل مقداد نائب وزير الخارجية وبثينة شعبان مستشارة الرئيس بشار الاسد ليعلن المعلم، بعد ساعة واحدة من اجتماعه سيرغي لافروف، الموافقة على الحل الكيميائي  بحسب الصيغة التي انتجتها المداولات الدولية لاحقاً.
كان محمود عباس  قد ابلغ قناة اتصاله، بعد تسلمه ورقة هيئة التنسيق حول الحل الكيميائي، ان الفكرة في طريقها إلى أن تتخذ بعداً دولياً، بحيث تتم إعادة إنتاجها على نحو ينزع فتيل هذه الازمة، ويشكّل، في الوقت عينه، مدخلاً إلى عقد جنيف 2. وقال انه هو نفسه يسعى إلى تمريرها حيث يستطيع مع قادة الدول الذين يلتقي بهم.

## رسالة هيثم مناع إلى الوسيط نضال السبع
هيئة التنسيق الوطنية لقوى التغيير الديمقراطي
خطوات لقطع الطريق أمام التدخل العسكري
بناء على مداولات المكتب التنفيذي  والبيان الصحفي الصادر عن الاجتماع بتاريخ 2013/8/31، ونظراً للظروف الخطيرة والمتمثلة باستخدام السلاح الكيماوي وتصاعد أعمال العنف مما يهدّد وحدة البلاد ويساهم في خلق أجواء تندفع من خلالها التهديدات الخارجية بالتدخل العسكري، ولقطع الطريق على مثل تلك التداعيات، تقترح هيئة التنسيق الوطنية الخطوات التالية:
1. يتم توافق دولي سوري على وضع السلاح الكيماوي بإشراف مباشر من روسيا الاتحادية، ويسلم بعد تشكيل حكومة انتقالية إلى السلطات السورية الرسمية آنذاك.
2. يتم الاتفاق على عقد جلسة عاجلة لمؤتمر جنيف 2 خلال أسابيع على قاعدة المبادئ التي تم التفاهم عليها في جنيف1،[11] وبمشاركة قوى المعارضة الأساسية.
3. يكون وقف إطلاق النار المتزامن البند الأول على جدول أعمال مؤتمر جنيف ويترافق مع وضع آلية عملية له.
4. تُسَلم السلطة بشكل عاجل إلى حكومة انتقالية ذات صلاحيات كاملة وبرئاسة شخصية معارضة يتم التوافق عليها تأخذ على عاتقها إدارة البلاد والحفاظ على مؤسسات الدولة ووحدة المجتمع والتحضير للانتقال الديمقراطي.

دمشق
المكتب التنفيذي
أمين السر/ نائب المنسق العام في المهجر/ المنسق العام 